# 大隘
大隘為古地名，位於台灣新竹縣，是昔日金廣福墾號之拓墾區域，其範圍包括今日新竹縣之北埔鄉、寶山鄉、峨眉鄉等地。
清道光十五年(1835)金廣福墾號粵籍墾戶首姜秀鑾率領數百墾戶與隘丁，由今竹東鎮境内的循牛路進據北埔，並在北埔、峨眉及寶山地區設立36座隘寮組成一龐大的墾隘防線並派有隘丁防守，俗稱大隘，藉由隘線的設立以保護拓墾區域內的墾戶進行拓墾工作。

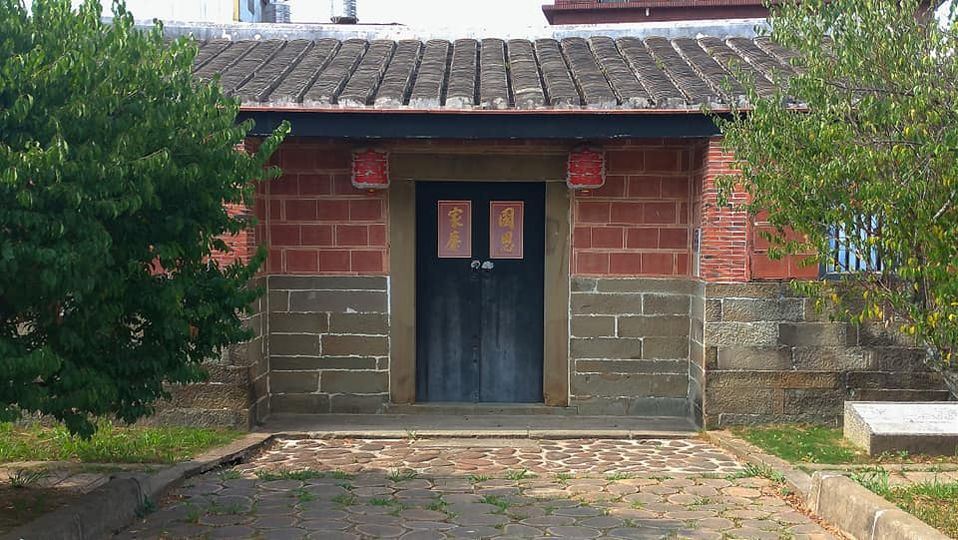
金廣福公館(金廣福墾號舊址)

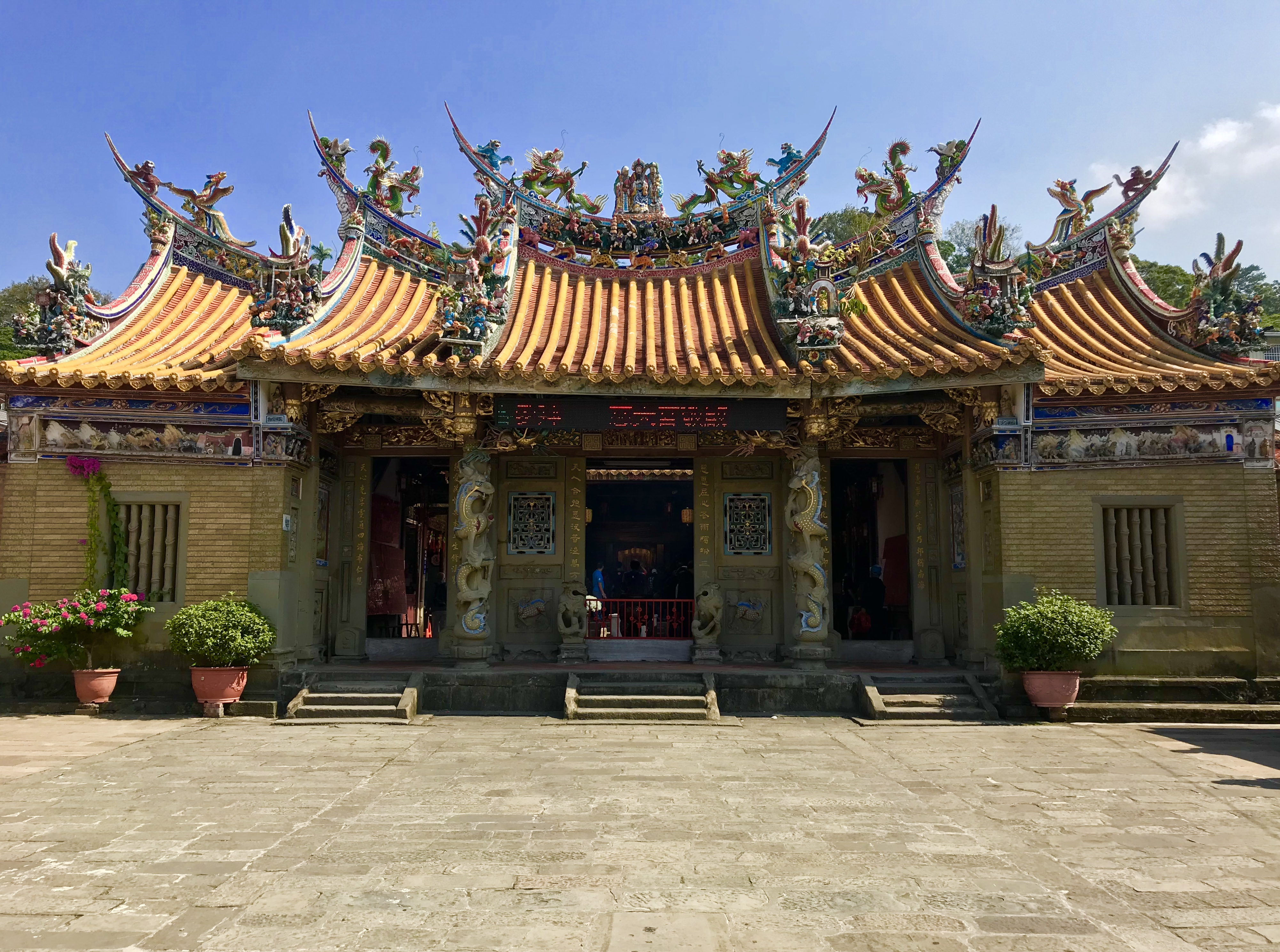
北埔慈天宮